# エドワード・トマス・ウィリアムズ (外交官)
エドワード・トマス・ウィリアムズ（Edward Thomas Williams, 1854年10月17日 - 1944年1月27日）は、アメリカ合衆国の外交官。

## 生涯
オハイオ州コロンバスにて誕生。コロンバスの公立学校で学び、1872年に高校卒業。ウェストバージニア州のベサニー大学で学び、1875年に学士号取得、1893年に修士号取得、1915年に博士号取得。
1887年に中国に渡航、プロテスタント宣教師として9年滞在。江南製造局にて通訳として勤務。
1896年11月25日に上海総領事館翻訳官に任命。1897年10月27日から1898年11月1日まで上海総副領事。1901年2月23日から北京公使館書記官。1908年3月10日から天津総領事。1909年8月31日から国務省極東局長補佐。1911年7月6日から1913年9月11日まで北京公使館書記官。1913年12月31日から1918年まで国務省極東局長。1918年、国務省を退職。